# Eutaenionotum
Eutaenionotum Oldenberg, 1923, è un piccolo genere di insetti della famiglia degli Ephydridae (Diptera: Schizophora) comprendente due sole specie.
Eutaenionotum è morfologicamente affine a Parydra e ad altri generi inclusi nei Parydrini. Fra i caratteri diagnostici comuni si segnala la presenza della setola dorsocentrale presuturale e l'assenza delle setole acrosticali prescutellari. Gli elementi diagnostici che distinguono Eutaenionotum dai generi affini sono i seguenti:
- setole fronto-orbitali assenti o ridotte a una molto più breve della verticale interna;
- posizione basale della vena trasversa radio-mediale, posizionata poco oltre la congiunzione del ramo anteriore della radio (R1) con la costa
- assenza di tubercoli nell'inserzione delle setole scutellari.

## Sistematica e distribuzione
Il genere, a distribuzione oloartica, comprende due sole specie:
- Eutaenionotum guttipennis (Stenhammar, 1844) NE PA (=Ephydra octonotata Walker, 1849, Notiphila producta Walker, 1849)
- Eutaenionotum olivaceum Oldenberg, 1923 Pa

La presenza di E. olivaceum è riconosciuta solo nella località di ritrovamento degli esemplari tipo, in Germania. Più ampia è invece la distribuzione di E. guttipennis, la cui presenza si estende alle regioni temperate fredde del Nordamerica (Alaska, Canada) e dell'Europa (Scandinavia, Finlandia, Germania).